# Plan de récolement
Pour les articles homonymes, voir Plan.
Pour un article plus général, voir Récolement (topographie).
Un plan de récolement est un plan qui décrit les travaux réellement réalisés à la fin d'un chantier, par opposition aux plans de projet qui décrivent les travaux prévus. 
Il peut soit être établi par un géomètre, soit par l'exécutant des travaux à partir du dernier indice du plan d'exécution des ouvrages (PEO). Dans le cadre d'un marché public français, il doit être conforme aux exigences du cahier des clauses administratives générales (CCAG) (article 29). Il doit être fourni, d'une part à l'administration dans le cadre d'une demande de permis modificatif pour permettre d'établir le certificat de conformité des travaux réalisés[réf. nécessaire], d'autre part au maître d'ouvrage pour permettre la réception et la mise en garantie.
En Suisse, ces plans se nomment "Plans conformes à l'exécution".

## Plan des ouvrages exécutés
La liste minimale des plans exigés est définie comme suit :

### Plans dugros œuvreet dugénie civil
- Fondations
- Structure (coffrage et ferraillage)
- Pour les bâtiments :
  - charpente ;
  - plan de chaque niveau précisant la nature des planchers et les charges admissibles.

### Plans desréseauxintérieurs
Concernant la totalité des réseaux, et présentés sur fond de plan d'architecte, ils préciseront :
- le cheminement des réseaux ;
- la nature et caractéristiques dimensionnelles des réseaux (dimensions, matériaux, calorifuges, etc.) ;
- l’implantation des équipements et ouvrages de production, raccordements sur réseaux extérieurs, organes d’isolement, etc.
- la profondeur des réseaux et l'altimétrie de celui-ci : profondeur (du TN au FE de la canalisation), TN (Terrain Naturel) et FE (Fil d'Eau : point bas de la canalisation) ;
- une triangulation (perpendiculaire si possible) de chaque point spécifique (regard, bouche à clef, coude, fracture de pente, etc.),  sur un ouvrage dur (bâti, mur de construction, poteau EDF, etc., le cas échéant d'un bord de chaussée si, bien matérialisé sur place).